# 米良矩重
米良 矩重（めら のりしげ）は、戦国時代から安土桃山時代にかけての武将。日向伊東氏の家臣。日向国諸県郡須木城主。一部史料では重矩と表記。
須木米良氏は、肥後菊池氏の末裔と言われ、日向伊東氏の怨霊を払う神社の大宮司職をつとめる家系である。

## 略歴
永禄9年（1566年）10月26日（永禄10年（1567年）10月25日説もあり）、兄・米良重方が城主を務める築城中の小林城に、島津義久・義弘・歳久らの島津氏が攻めてくる。大激戦となり城は本丸を残すのみとなるが、矩重は兄と共に奮戦し、須木城からの援軍を得て、多くの島津軍の将兵を討ち取り、義弘は重傷を負い、島津軍は敗北・撤退し小林城を守り切る。
元亀3年（1572年）5月4日、重方が木崎原の戦いで戦死してしまうと、重方の遺領（須木城、小林城、野首城、加江田郷地福6町）を継承し、須木の地頭職も任される。主君・伊東義祐の統治運営上、領有する加江田郷が、伊東帰雲斎の領有に変更となると、矩重は義祐に不満を抱き始める。義祐は矩重が不満を抱き始めていることを知ると、新光寺の僧を使者に出し矩重を召喚し不満を確認し解消しようとするが、矩重はこの僧を道中にて斬り捨ててしまう。
その後、天正4年（1576年）8月23日に、同じ伊東家の長倉祐政が治める高原城が島津軍の手に落ちると、その翌日に所領安堵を条件に島津方に寝返る。これにより小林城と須木城は島津氏の支配下に入った。高原落城とそれと連動した矩重の寝返りが引き金となり、伊東家は一時的に衰退し始めていった。
島津に寝返った際に、須木地頭には宮原景種が任命されたが、その後 宮原が肥後国佐敷の地頭になると、今度は島津配下として須木地頭に任じられる。
義祐の三男・伊東祐兵が天正15年（1587年）に豊臣近世大名として飫肥城などの旧領を回復すると、島津家を無断で出奔、祐兵の前にまかり出てこれまでの非を謝罪し切腹を申し出るが、罪を許されて再び伊東氏の家臣となる。伊東祐慶の代になると、清武の地頭に任じられたが、程なく病死した。
矩重の嫡男・勘之助は矩重の遺言を守り、祐慶が亡くなると殉死を遂げた。嫡子・米良勘之助の墓は、日南市楠原の日南市指定文化財「伊東家累代廟所」内に今も残る。